# Dionysius Lardner

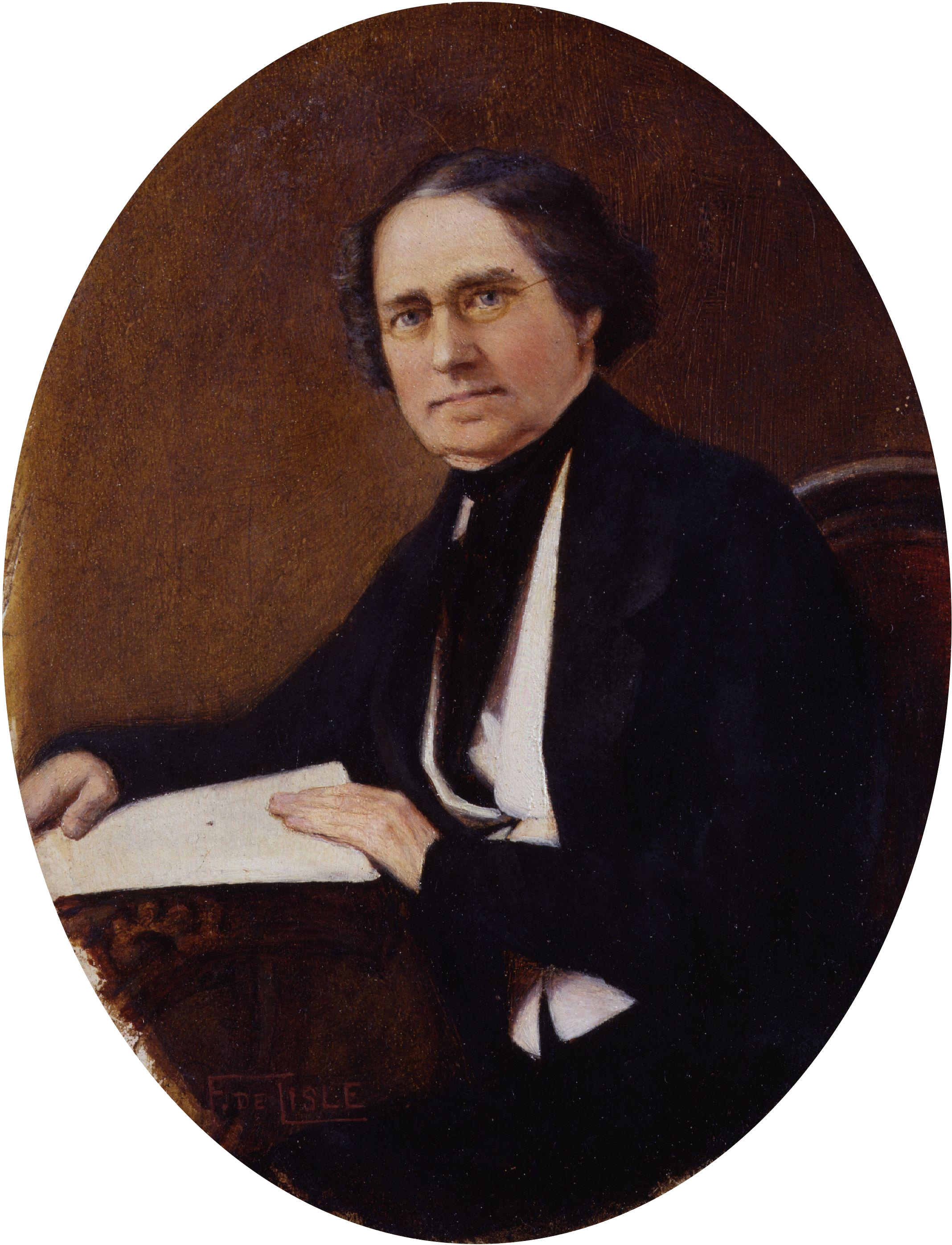
Dionysius Lardner

Dionysius Lardner (Dublin, 1793. április 3. – Nápoly, 1859. április 29.) ír fizikus és csillagász.

## Pályafutása
Kezdetben a dublini Trinity Collage-en tanított, később 1828-ban a London University-n a fizika és csillagászat tanárává nevezték ki. Ezen állását azonban 1840-ben Heawide kapitány feleségének megszöktetéséből támadt pere miatt el kellett hagynia. Ezután előadásokat tartott az Amerikai Egyesült Államok különböző városaiban, sőt még Kuba szigetén is. 1845-ben visszatért Európába, ahol Párizsban, később pedig Londonban mint író élt. A Royal Society tagja volt.

## Nevezetesebb munkái
- Treatise on algebracial geometry (London, 1823);
- On the differential and integral calculus (uo. 1827);
- Popular lectures on the steam engine (uo. 1827, újabb kiadás Steam engine and its uses cím alatt, uo. 1856);
- Treatise on heat (uo. 1844);
- Handbook on optics (uo. 1850).

Ezenkivül írt még számos fizika- és csillagászatra vonatkozó munkát.